# Sán lá gan lớn
Sán lá gan lớn (Danh pháp khoa học: Fasciola gigantica) là một loài sán ký sinh thuộc chi Fasciola Sán lá gan.

## Đặc điểm
Sán lá gan lớn do ấu trùng Fasciola gigantica phát triển thành. Những con sán lá gan này thường ký sinh ở gan và đường mật của những động vật ăn cỏ. Sán lá gan lớn hấp thu chất dinh dưỡng của người qua máu. Đối với người, việc chẩn đoán bệnh sán lá gan lớn bằng phương pháp tìm trứng trong phân là khó vì chúng thường cư trú ở các thùy gan. Sán lá gan là ký sinh trùng sống ký sinh ở các động vật ăn cỏ như trâu, bò, cừu, dê, Có từ 40-90% động vật ăn cỏ sống ở vùng cao đều bị nhiễm sán lá gan lớn. Có từ 2-10% bệnh nhân có thể tìm thấy dấu vết sán lá gan qua phân.
Còn đối với trâu bò sán lá gan cư trú trong ống mật. Động vật nhai lại (trâu, bò, cừu...) bị nhiễm sán lá gan là mãn tính. Khi bị nhiễm, chúng ít khi có triệu chứng sốt mà biểu hiện chủ yếu là sút cân, gầy yếu. Thông thường, động vật mắc bệnh này ở giai đoạn di hành của ấu trùng sán lá gan lớn thường kéo theo các vi khuẩn hiếm khí dẫn đến nguy cơ tử vong cao. Do các loài động vật trên thường ăn cỏ ngoài đồng, uống nước ao hồ nên tỷ lệ mắc sán lá gan rất cao. Trên các vùng núi cao, tỷ lệ động vật ăn cỏ bị nhiễm sán lá gan chiếm từ 40-90%. Số liệu này cho thấy tỷ lệ nhiễm bệnh sán lá gan lớn ở động vật ăn cỏ rất cao.

## Cơ chế
Ấu trùng sán lá gan lớn thường bám vào các loại rau mọc ở dưới nước: rau ngổ, cải xoong, rau đắng, rau muống, rau răm, rau cần... Nếu ăn phải những loại rau có ấu trùng sán lá gan lớn ký sinh, tất sẽ mang bệnh. Khi sán lá gan lớn đã khu trú lâu trong cơ thể, gây ápxe có mủ, hủy hoại dần bộ phận gan. Bệnh có thể dẫn đến tử vong do vỡ bao gan, xuất huyết hoặc sốc nhiễm trùng vì viêm phúc mạc. Cá nuôi ở khu vực phía Nam có thể nhiễm sán lá gan, thay vì chỉ thấy có ở khu vực phía Bắc.